# دودیپتا
دودیپتا (روسی: Дудыпта) یک رود در سرزمین کراسنویارسک کشور روسیه است.